# Hadrodactylus nigricaudatus
Hadrodactylus nigricaudatus är en stekelart som beskrevs av Sheng, Yang och Sun 1995. Hadrodactylus nigricaudatus ingår i släktet Hadrodactylus och familjen brokparasitsteklar. Inga underarter finns listade i Catalogue of Life.